# Meguir
Meguir (Miguir) ist eine osttimoresische Aldeia im Suco Aidabaleten (Verwaltungsamt Atabae, Gemeinde Bobonaro). 2015 lebten in der Aldeia 537 Menschen.

## Geographie
Meguir liegt im Südwesten des Sucos Aidabaleten. Nordöstlich befindet sich die Aldeia Biacou. Im Süden grenzt Meguir an die Sucos Leolima und Sanirin. Im Norden und im Westen befindet sich die Sawusee. An der Küste im Südwesten liegen kleinere Seen, wie der Lago Hatsun und der Lago Biacou. Die westlichste Spitze der Aldeia bildet das Kap Fatu Sue. Die nördliche Küstenstraße führt weiter landeinwärts durch den Südosten der Aldeia. An ihr liegen die Siedlungen Biahian und Meguir. Die Weiler Kilibain und Melelaram befinden sich etwas westlich von ihnen. Die Siedlungen liegen alle in einer Ebene südlich eines von einem 100 m bis zu mehr als 300 m hohem Küstengebirges, das den Norden und Westen beherrscht. Vom Kap Fatu Sue aus bilden die Seen in einer Kette nach Süden das abrupte Ende des Gebirges.

## Politik
2023 wurde José Angelino zum Chefe de Aldeia gewählt.